# Securinega durissima
Securinega durissima är en emblikaväxtart som beskrevs av Johann Friedrich Gmelin. Securinega durissima ingår i släktet Securinega och familjen emblikaväxter. Inga underarter finns listade i Catalogue of Life.